# Rafael Osuna
Rafael Osuna Herrera (Cidade do México, 15 de Setembro de 1938 - Monterrey, 4 de Junho de 1969) foi um tenista profissional mexicano.
Foi o primeiro tenista e único mexicano a ganhar um Grand Slam em simples, ele faleceu em 1969 em um acidente aéreo no Voo Mexicana 704, perto de Monterrey, dentre uma das homenagens póstumas, foi a entrada no International Tennis Hall of Fame, em 1979.

## Grand Slam Finais

### Simples (1)
| Ano  | Campeonato | Oponente        | Placar        |
| 1963 | US Open    | Frank Froehling | 7–5, 6–4, 6–2 |

## Duplas

### Títulos (3)
| Ano  | Campeonato | Parceiro        | Oponentes                           | Placar                    |
| 1960 | Wimbledon  | Dennis Ralston  | Mike Davies / Bobby Wilson          | 7–5, 6–3, 10–8            |
| 1962 | US Open    | Antonio Palafox | Chuck McKinley / Dennis Ralston     | 6–4, 10–12, 1–6, 9–7, 6–3 |
| 1963 | Wimbledon  | Antonio Palafox | Jean-Claude Barclay / Pierre Darmon | 4–6, 6–2, 6–2, 6–2        |

### Vices (2)
| Ano  | Campeonato | Parceiro        | Oponentes                       | Placar                   |
| 1961 | US Open    | Antonio Palafox | Chuck McKinley / Dennis Ralston | 3–6, 4–6, 6–2, 11–13     |
| 1963 | US Open    | Antonio Palafox | Chuck McKinley / Dennis Ralston | 7–9, 6–4, 7–5, 3–6, 9–11 |